# 硫氰酸汞
硫氰酸汞也稱為硫氰化汞，化學式Hg(SCN)2，是由硫氰根離子和Hg2+形成的無機化合物。其外觀為白色无臭味的粉末或针状结晶，若是純度較低，顏色會變為灰色。硫氰酸汞是市售的化學品，不過其價格較高。硫氰酸汞曾被應用在爆竹中，當燃燒時硫氰酸汞會膨脹，曲折如蛇形，一般稱為法老之蛇。現今還是有爆竹使用硫氰酸汞，但因為在反應時會產生有毒氣體，多半已不使用。

## 合成
最早合成硫氰酸汞的化學家可能是永斯·貝采利烏斯，在1821年合成 。由於硫氰酸汞的離子特性，有許許多製備硫氰酸汞的方法。硫氰酸汞可以由含有汞離子及硫氰酸根離子的溶液反應而成，由於硫氰酸汞對水的溶解度很低，會形成沉澱，但需要注意的是，當硫氰酸根過量時會形成紅色的錯離子而溶於水中。硫氰酸汞可溶於苯、己烷及甲基異丁基酮等有機溶劑中.。大部份合成的方式都會利用硫氰酸汞的沈澱，貝采利烏斯及弗里德里希·维勒是二個早期合成硫氰酸汞的化學家，分別使用以下的方程式合成硫氰酸汞：
{\displaystyle {\rm {2HSCN+HgO\longrightarrow Hg(SCN)_{2}+H_{2}O}}}（貝采利烏斯）
{\displaystyle {\rm {Hg(NO_{3})_{2}+2KSCN\longrightarrow Hg(SCN)_{2}\downarrow +2KNO_{3}}}}（维勒）

## 法老之蛇

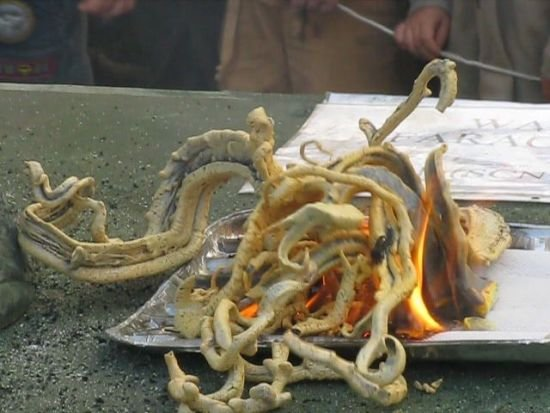
法老之蛇

硫氰酸汞若接觸到足夠的熱源，會有快速的放熱反應，產生大量如蛇一樣捲曲的固體，此一現象稱為法老之蛇。由於此特殊現象，硫氰酸汞曾被用在爆竹中。硫氰酸汞在燃燒時會有不明顯的火焰，可能是藍色、黃色或橙色。形成的固體產物顏色可以從深灰色到淺棕色不等，其內部顏色一般會比外層要暗。
该反应的方程式为：
{\displaystyle {\rm {4Hg(SCN)_{2}\longrightarrow 4HgS+2CS_{2}+3(CN)_{2}\uparrow +N_{2}\uparrow }}}
弗里德里希·維勒在1821年第一次合成硫氰酸汞時，就已經發現此一性質：「（燃燒後）的產物會像蟲一様捲曲，體積較原來增加很多，顏色類似石墨的灰色，但淺很多。」德國一度有販賣一種名為「Pharaoschlange」的爆竹，但後來因為有孩童誤食爆竹燃燒後的固體後死亡，發現燃燒後的產物有毒，後來已禁止販售。
後來有一種稱為黑蛇的爆竹，燃燒後的效果類似法老之蛇，但效果較弱。黑蛇的組成成份的毒性較弱，一般是由碳酸氫鈉和糖或是由亞麻仁油和萘的混合物所構成。

## 應用及化學性質
硫氰酸汞可用在化學合成中．在合成含硫氰酸根及汞離子的化合物時會用到硫氰酸汞。這類化合物包括硫氰酸汞鉀（K[Hg(SCN)3]）及硫氰酸汞銫（Cs[Hg(SCN)3]）。Hg(SCN)3-離子也可以獨立存在．和其他合物反應，形成上述的化合物或是其他類似的產物。用紅外光譜學、拉曼光譜學及固態核磁共振進行分析時可以找到這些化合物。
硫氰酸汞也可以用在有機合成中，和有機化合物進行雙分子親核取代反應（SN2反应），用硫氰酸根取代化合物中的鹵素。由於硫氰酸根的二端都會和有機化合物反應，所產生的產物會是二種化合物的混合物，其中一種是硫氰酸根中硫和有機化合物的碳鏈連結，另一種則是用氮元素和有機化合物的碳鏈連結。
當用紫外－可见分光光度法檢測水溶液中的鹵素離子時，加入硫氰酸汞可以提昇其檢測限，此方法在1952年提出，也是後來世界各實驗室檢測鹵素常用的方法。在1964年發明了自動化檢測的系統，位在美國紐約州的Technicon公司在1974年製作了商品化的鹵素分析儀。基本原理是讓待測物的鹵素離子和硫氰酸汞及鐵離子反應。鹵素離子會使硫氰酸汞分解，硫氰酸根和鐵離子產生錯離子Fe(SCN)2+，會吸收450 nm的可見光，可以依此量測Fe(SCN)2+的濃度，再推算鹵素離子的濃度。
1995年時發現另一個用硫氰酸汞檢測水溶液中鹵素離子濃度的方法，此方法只需將硫氰酸汞加入待測物中，不需再加入鐵離子，硫氰酸汞和鹵素離子會形成配合物，吸收254 nm的可見光，其量測的鹵素離子濃度較1952年發現，需要鐵離子的檢測方式要準確。